# Isolona deightonii
Isolona deightonii là loài thực vật có hoa thuộc họ Na. Loài này được Keay mô tả khoa học đầu tiên năm 1952.